# Мухтар Аблязов
Мухтар Кабулович Аблязов (каз. Mūqtar Qabylūly Äbıläzov; нар. 16 травня 1963) — казахстанський підприємець, колишній міністр енергетики, індустрії і торгівлі Казахстану (квітень 1998 — жовтень 1999), голова ради директорів БТА банку, відеоблогер. Лідер опозиційного руху «Демократичний вибір Казахстану». Наразі проживає у Франції, де отримав політичний притулок.

## Життєпис
Народився 16 травня 1963 року в селі Ванновка Південно-Казахстанської області. Походить з роду ходжа.
У 1986 році закінчив Московський інженерно-фізичний інститут за спеціальністю «фізик-теоретик». Після закінчення інституту працював інженером, молодшим науковим співробітником, інженером в Казахському державному університеті (КазДУ).
У 1990 році вступив до аспірантури МІФІ, звільнився з поточної роботи в Алмати, зайнявся бізнесом.
З 1991 по 1993 рік був директором МП «Мадіна» (названа на честь дочки).
З 1992 року — засновник і президент фірми «Астана-Холдинг»
З 1993 по 1997 роки був засновником, власником і президентом казахстанської холдингової компанії «Астана-Холдинг». Діяльність організації включала в себе різні напрями від поставки зерна, цукру та інших продуктів харчування до банківської галузі.
З червня 1997 Мухтар Аблязов був президентом національної компанії «KEGOC»
З квітня 1998 по жовтень 1999 року був міністром енергетики, індустрії і торгівлі Казахстану в уряді Нурлана Балгімбаєва.
У жовтні 1999 року пішов у відставку, зазначивши, що методи управління режиму Назарбаєва унеможливлюють проведення системних реформ.
У 1999 році Мухтару Аблязову було висунуто звинувачення в розкраданні грошових коштів, перевищенні посадових повноважень і створенні злочинного угруповання.

### Демократичний вибір Казахстану
У листопаді 2001 року, Мухтар Аблязов і Галімжан Жакіянов, заявили про створення руху «Демократичний вибір Казахстану». В числі засновників серед інших були:
- голова ради директорів Темір-банку Мухтар Аблязов;
- аким Павлодарської області Галімжан Жакіянов;
- міністр праці та соціального захисту Аліхан Байменов;
- віце-прем'єр Ораз Джандосов;
- віце-міністр оборони Жаннат Ертлесова;
- віце-міністр фінансів Кайрат Келімбетов;
- голова правління Казкомерцбанку Нуржан Субханбердин;
- депутати парламенту Толен Тохтасинов, Серікболсин Абдільдін, Зауреш Баталова, Булат Абілов;
- голова Агентства Республіки Казахстану з регулювання природних монополій, захисту конкуренції та підтримки малого бізнесу Берік Імашев.

До складу цього політичного руху увійшли члени чинного уряду Казахстану, керівники областей, депутати парламенту, ряд великих бізнесменів, відомі громадські діячі, журналісти та інші громадяни країни. Це призвело до урядової кризи Казахстану. Члени політичного руху були зняті з державних посад і піддалися кримінальним переслідуванням. У березні 2002 року Аблязов і Жакіянов були заарештовані і потрапили до в'язниці.
18 липня 2002 року суд присудив Аблязову 6 років ув'язнення у виправній колонії загального режиму. Всі найвідоміші міжнародні правозахисні організації, такі як Human Rights Watch, Amnesty International та інші, засудили дії казахстанської влади і оголосили Мухтара в'язнем совісті.
Державний Департамент США зазначив, що судова справа щодо Мухтара Аблязова характеризувався численними процесуальними помилками, недостатньою доказовою базою і неузгодженістю свідчень, які вказують що вона створена через політичну мотивацію.
3 лютого 2003 року, Європейський Парламент поширив спеціальну резолюцію з вимогою до Казахстану звільнити Мухтара Аблязова з ув'язнення.
У в'язниці Мухтар Аблязов був підданий жорстоким тортурам.
13 травня 2003 року Мухтар Аблязов був звільнений з в'язниці під тиском міжнародних організацій та інститутів.
У квітні 2017 року, на сторінці в Facebook оголосив про відновлення діяльності руху «Демократичний вибір Казахстану».

### Звинувачення в замовному вбивстві
У червні 2017 року бізнесмен Муратхан Токмаді був заарештований за звинуваченням у вимаганні в 2005 році, в жовтні 2017 року суд засудив його до позбавлення волі на три роки за вимагання і незаконне зберігання зброї.
У жовтні 2017 року в ефірі телеканалу КТК, а потім і в суді Токмади заявив, що в 2004 році вбив голову правління «Банк Туран Алем» Ержана Татішева, виконуючи замовлення Аблязова. Токмаді заявив, що Аблязов погрожував йому і його родині розправою у разі відмови стати виконавцем вбивства. Дружина Токмаді заявила про тортури чоловіка[8]. У 2007 році Токмаді був засуджений до одного року позбавлення волі зі звільненням від покарання по амністії за необережне заподіяння смерті Татишеву під час полювання.
27 листопада 2018 року, Мухтар Аблязов засуджений до довічного ув'язнення за організацію вбивства.

### БТА банк
У 1998 році на державному тендері були виставлені акції «Банку Туран Алем», компанія «Астана-Холдинг», запропонувавши державі більше всіх учасників тендера (72 млн доларів), стала повноправним власником цього банку. «Банк Туран Алем» пізніше був перейменований на БТА банк.
З 2001 року Аблязов займає пост голови ради директорів компанії ЗАТ Kazakhstan Airlines і «Темірбанку».
У 2005 році стає президентом інвестиційно-промислової групи «Євразія» та головою ради директорів АТ «Банк ТуранАлем».
При Мухтарі Аблязові БТА став найбільшим банком у Казахстані, найбільшим приватним банком у СНД, виграв безліч міжнародних нагород і визнавався найкращим банком в СНД і східній Європі.
У 2009 році - банк націоналізували, а Аблязова відсторонили від посади голови банку постановою уряду Республіки Казахстан за звинуваченням у зловживаннях і махінаціях.

### Родина
Мухтар Аблязов - одружений, має чотирьох дітей (Мадіна, Мадіяр, Алуа та Алдіяр).
Дружина — Алма Шалабаєва (нар.. 15 серпня 1966 року), закінчила Казахський національний університет імені Аль-Фарабі за спеціальністю «Математика». 

### Протести в Казахстані (2022)
- Докладніше: Протести в Казахстані (2022)

З початком масових акцій протесту в Казахстані у січні 2022 року Аблязов активно підтримав протести. 
7 січня 2022 року, Аблязов офіційно оголосив себе лідером протестного руху в Казахстані. Також він засудив інтервенцію військ ОДКБ в Казахстан і назвав дії Росії та її союзників окупацією.
8 січня 2022 року стало відомо, що Аблязов, який переховується (прим. - за іншими відомостями, проживає у Франції, де отримав політичний притулок) у Франції, заявив, що закликав США та країни ЄС запровадити санкції проти влади Казахстану. Про це він заявив у інтерв'ю італійському виданню Корр'єре делла Сера. Згідно з його словами, режим у країні дуже тісно пов'язаний із керівництвом Російської Федерації. Аблязов зазначив, що особисто написав президенту США Джо Байдену, а також усім главам країн ЄС.

## Фільмографія
- «КазМунайДіаз» (2017)
- «Коштовності Сім'ї Назарбаєва» (2018)
- «Токаєв — він просто меблі!» (2019)